# TNEF
TNEF o Transport Neutral Encapsulation Format, en español formato de encapsulamiento neutro para el transporte, es un formato propietario de correo electrónico usado por Microsoft Outlook y Microsoft Exchange Server para los adjuntos. Los archivos con la codificación TNEF son usualmente conocidos como winmail.dat y tienen el tipo MIME de Application/MS-TNEF.

## Desarrollo
Algunos archivos TNEF solo contienen información utilizada por Outlook para generar una vista en texto enriquecido, documentos embebidos OLE o características específicas de Outlook como solicitud de reuniones, botones de votos o formularios. Otros archivos TNEF pueden contener lo que ha sido adjuntado en un mensaje de correo.
La codificación TNEF no puede ser explícitamente habilitada o deshabilitada dentro del cliente de correo Outlook. Al seleccionar el Formato de Texto Enriquecido como el formato para el envío de correos implícitamente se habilita la codificación TNEF. Cuando envías los correos en formato de texto plano o HTML, el Outlook usa MIME.
Los adjuntos TNEF pueden contener información sensible de seguridad tales como nombre de usuario y el camino de archivos.

## Decodificación
Programas para decodificar y extraer archivos adjuntos codificados con TNEF están disponibles en muchas plataformas:

### Posix
- yTNEF GPL extractor TNEF desde la línea de comandos POSIX, diseñada específicamente para leer winmail.dat.
- TNEF GPL extractor TNEF desde la línea de comandos POSIX.

### Mac
- TNEF's Enough Decodificador freeware para Mac OS 9/X.

### MS Windows
- Winmail.dat Reader Decodificador freeware fácil de usar.
- Winmail Opener Decodificador freeware.
- abcwinmail Decodificador freeware.
- fentun Decodificador freeware.

### Android
- Winmail.dat Reader Decodificador freeware

### Online
- Winmail.dat Reader - Online Extractor Online freeware
- tud.at service Archivado el 29 de abril de 2007 en Wayback Machine. servicio Web y script PHP GPL para leer adjuntos winmail.dat.

- 62nds Archivado el 23 de mayo de 2007 en Wayback Machine. Extractor Online de adjuntos winmail.dat.

### Otros
- JTNEF GPL Paquete Java TNEF.
- pytnef library - Librería acceso TNEF escrita en Python, licencinada bajo LGPL.